# メレーテ・ラッツ
メレーテ・ラッツ（Merete Lutz、1994年11月7日 - ）は、アメリカ合衆国の元女子バレーボール選手。

## 来歴
テキサス州ヒューストン出身。Lamar高校を卒業し、2013年、スタンフォード大学に進学。年代別の代表として2013年のU-20世界選手権に出場した。2016年のNCAA女子バレーボール選手権で優勝を果たした。2017年のNCAA女子バレーボール選手権ではベストオポジット賞を受賞した。
2018年、イタリアセリエA2のCutrofiano Volleyに入団し、プロとしてのキャリアをスタートさせる。
2019年、韓国VリーグのGSカルテックスに移籍。2年間在籍し、2019/20シーズンは準優勝、2020/21シーズンは優勝に大きく貢献した。
2021年9月、日本のV.LEAGUE Division1のKUROBEアクアフェアリーズへの入団が発表された。2021/22シーズンは23試合に出場し412得点をあげるもチームは最下位となりチャレンジマッチでDivision1残留となった。
2022年、イタリアセリエA1のメガボックス・ヴァッレフォリアに移籍し、年内で契約解除となった。

## 所属クラブ
- スタンフォード大学（2013-2018年）
- Cutrofiano Volley（2018-2019年）
- GSカルテックス・ソウルKIXX（2019-2021年）
- KUROBEアクアフェアリーズ（2021-2022年）
- メガボックス・ヴァッレフォリア（2022年）